# 2023년 빌뉴스 NATO 정상회의
2023년 빌뉴스 정상회의(2023 Vilnius NATO summit)는 북대서양 조약 기구(NATO) 31개 회원국 정상들과 파트너 국가 유럽 연합의 32번째 공식 회담으로, 2023년 7월 11일부터 12일까지 리투아니아 빌뉴스에서 열렸다. 정상회의는 이전 2022 Madrid summit에서 공식적으로 제안되었고, 2022년 11월 9일에 날짜가 확정되었다. 이 회담은 진행 중인 러시아의 우크라이나 침공에 대한 논의뿐만 아니라 스웨덴과 우크라이나의 동맹 가입 가능성에 대한 논의로 주목받았다.

## 배경
정상회의는 당시 진행 중이었던 러시아의 우크라이나 침공이라는 맥락에서 개최되었다. 2023년 1월 리투아니아 의회 연설에서 볼로디미르 젤렌스키우크라이나 대통령은 이 회담을 운명적이라고 묘사했다. 우크라이나는 빌뉴스 정상회의에서 NATO에 공식적으로 초청되기를 희망했다. 2023년 7월 8일, 조 바이든 미국 대통령은 우크라이나가 현시점에서는 NATO에 가입할 준비가 되지 않았다고 말했다. 정상회의 개최 당시 회원국 중 24개국이 우크라이나의 NATO 가입을 공식적으로 지지했다. 정상회의 전인 2023년 7월 4일, 달리아 그리바우스카이테 전 리투아니아 대통령은 러시아의 침략을 막지 못한 서방 지도자들을 비난하며 우크라이나를 NATO에 초청하지 않는 것은 실수라고 말했다.
2023년 초 핀란드의 NATO 가입에 이어, 많은 NATO 회원국들은 튀르키예와 헝가리가 비준 절차를 완료하고 정상회의 전에 스웨덴의 가입을 허용할 것으로 예상했다. 그러나 튀르키예의 반대로 인해 튀르키예가 정상회의 개최 시점까지 스웨덴의 가입 신청을 지지할지는 불분명했다.
호주, 일본, 뉴질랜드, 대한민국은 중국과 러시아와의 긴장 증가로 인해 NATO와의 유대 강화를 위해 정상회의에 참석했다.

## 보안

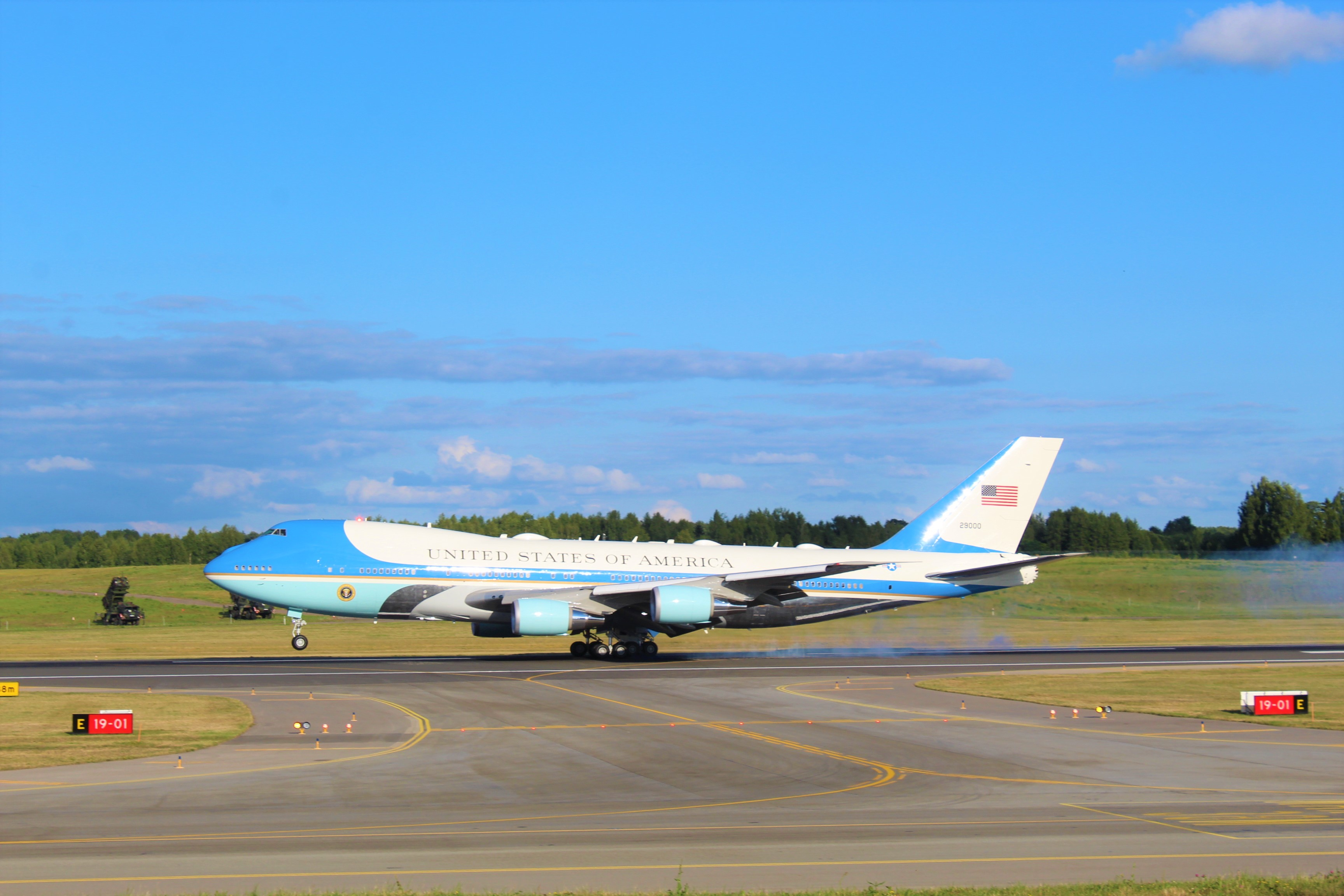
미 공군 1호기가 빌뉴스 공항에 착륙했다. 배경에 MIM-104 패트리어트 방공 시스템이 보인다.

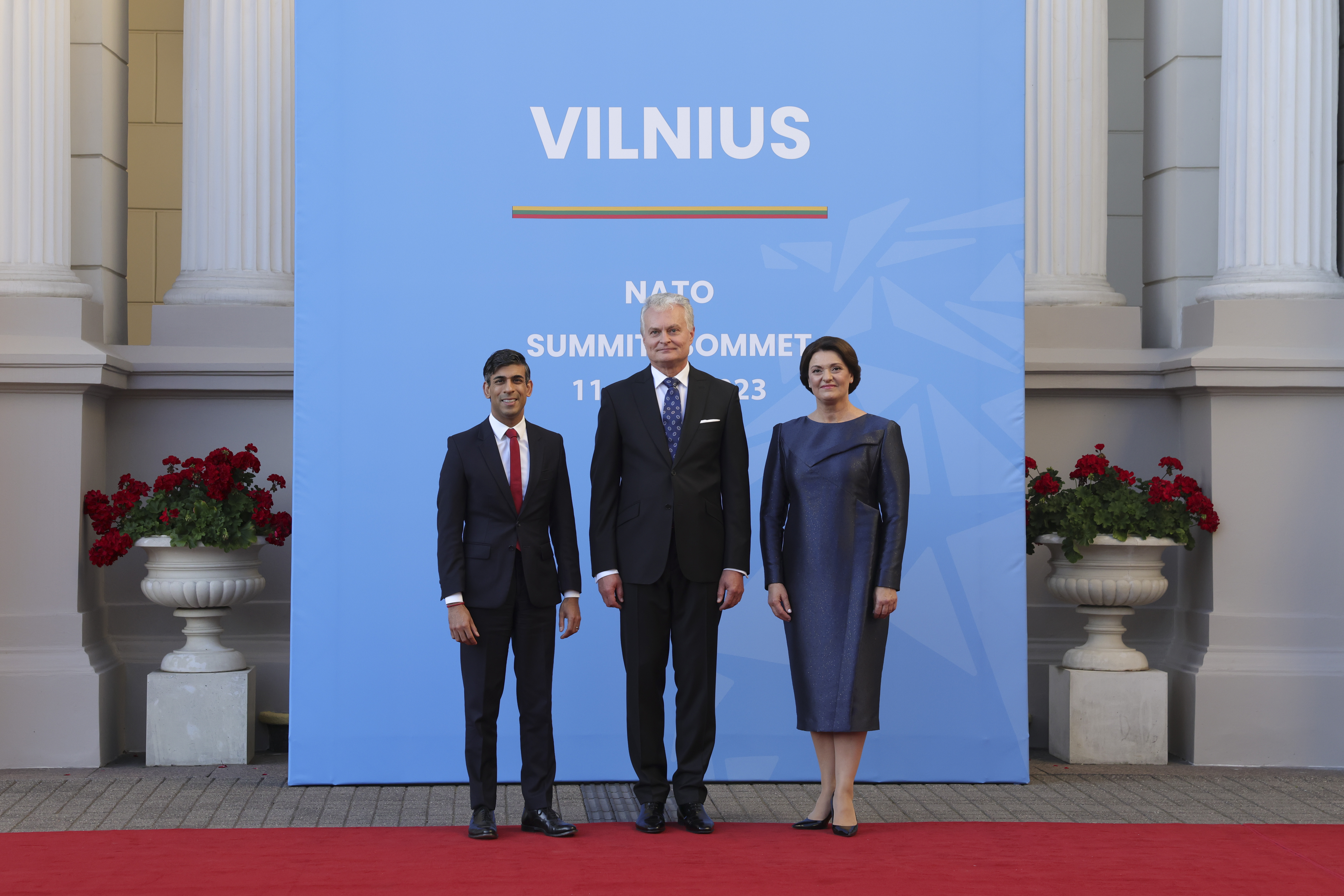
기타나스 나우세다리투아니아 대통령과 리투아니아의 퍼스트 레이디가 리시 수낵 영국 총리를 만나고 있다.

리투아니아 고위 인사 보호국의 대표에 따르면, 40명의 국가 원수와 최대 150명의 기타 고위 관료들이 정상회의에 참석하여 개인 보호가 필요할 것이라고 한다. 안전과 보안을 확보하기 위해 리투아니아는 대테러 부대 ARAS와 형사 경찰국을 포함한 약 1,500명의 경찰관과 3,000명 이상의 리투아니아군 병력을 투입했다. 또한 라트비아와 폴란드의 경찰관들이 보안을 지원했으며, 폴란드 특수부대가 리투아니아 특수작전부대를 지원하기 위해 약 1,000명의 NATO 회원국 병력이 추가로 합류했다. 전체적으로 최대 12,000명의 경찰관과 병력이 배치되었다. 보안 인력 외에도 스페인은 자국의 나삼스 방공 시스템을 라트비아의 장기 배치 위치에서 빌뉴스로 임시 이동시켰으며, 리투아니아 자체 NASAMS 시스템도 추가되었다. 마찬가지로 독일 연방방위군은 MIM-104 패트리어트 장거리 방공 시스템을 빌뉴스 국제공항에 배치했다. NATO는 발트해에 추가 군함을 파견했다. 화생방 태스크포스도 배치되었다.
리투아니아 국경수비대는 7월 7일부터 13일까지 솅겐 지역 내부 국경 통제가 회원국인 라트비아와 폴란드와의 국경 검문소, 공항 및 항구에서 재개될 것이라고 발표했다. 행사 기간과 전후 며칠 동안 빌뉴스 시립 당국은 차량에 대한 빌뉴스 역사 지구 전체와 시내 중심부의 많은 부분 폐쇄를 포함하여 많은 교통 제한을 발표했다. 또한 7월 11일부터 12일까지 빌뉴스 상공의 모든 항공편이 금지되었고 빌뉴스 공항에서 출발하는 정기 항공편이 중단되었다. 리투아니아 공항 관계자에 따르면, 리투아니아의 다른 두 민간 공항인 카우나스 공항과 팔랑가 공항은 계속 운영되지만 지연이 발생할 수 있다고 한다.

## 정상회의

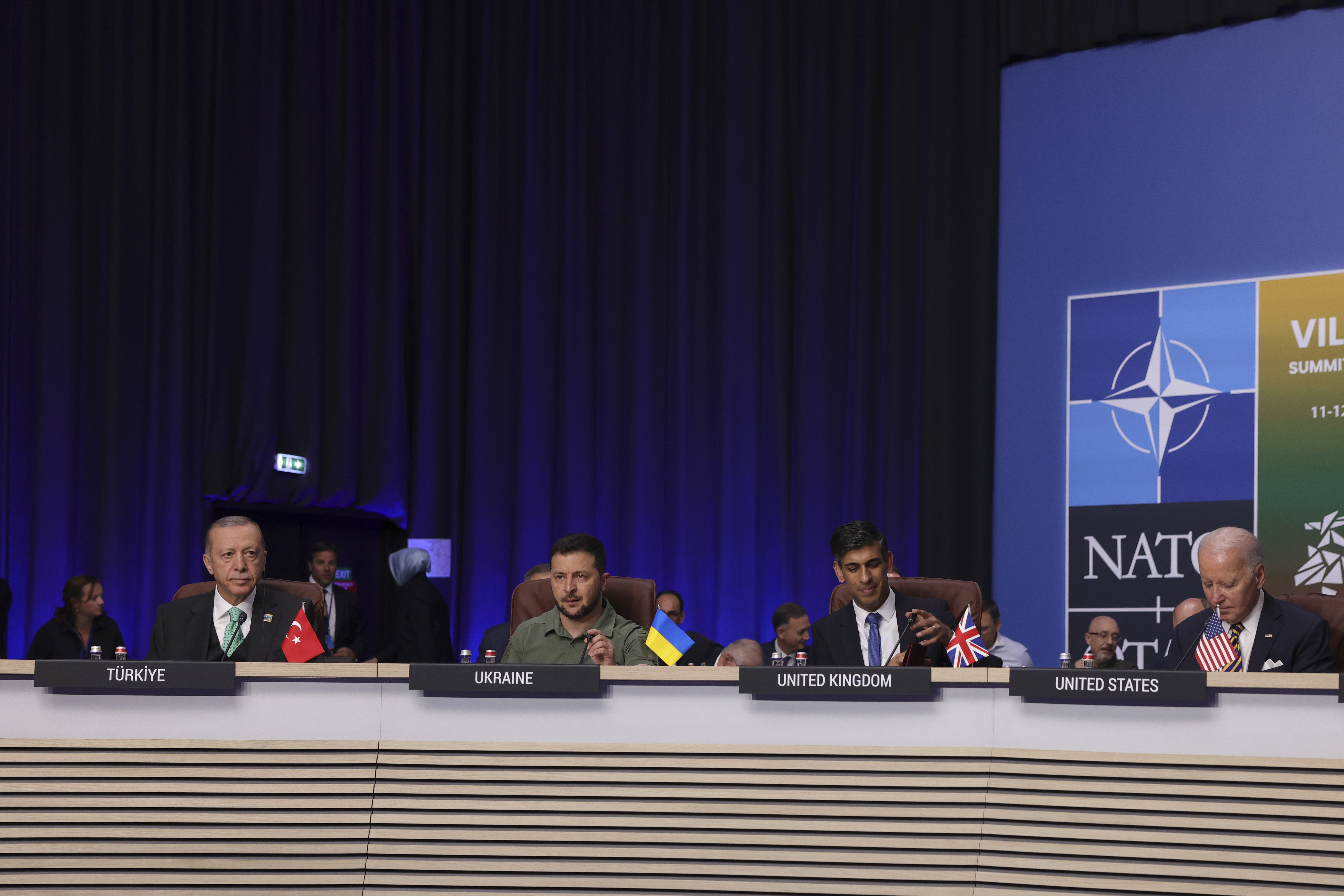
NATO-우크라이나 위원회

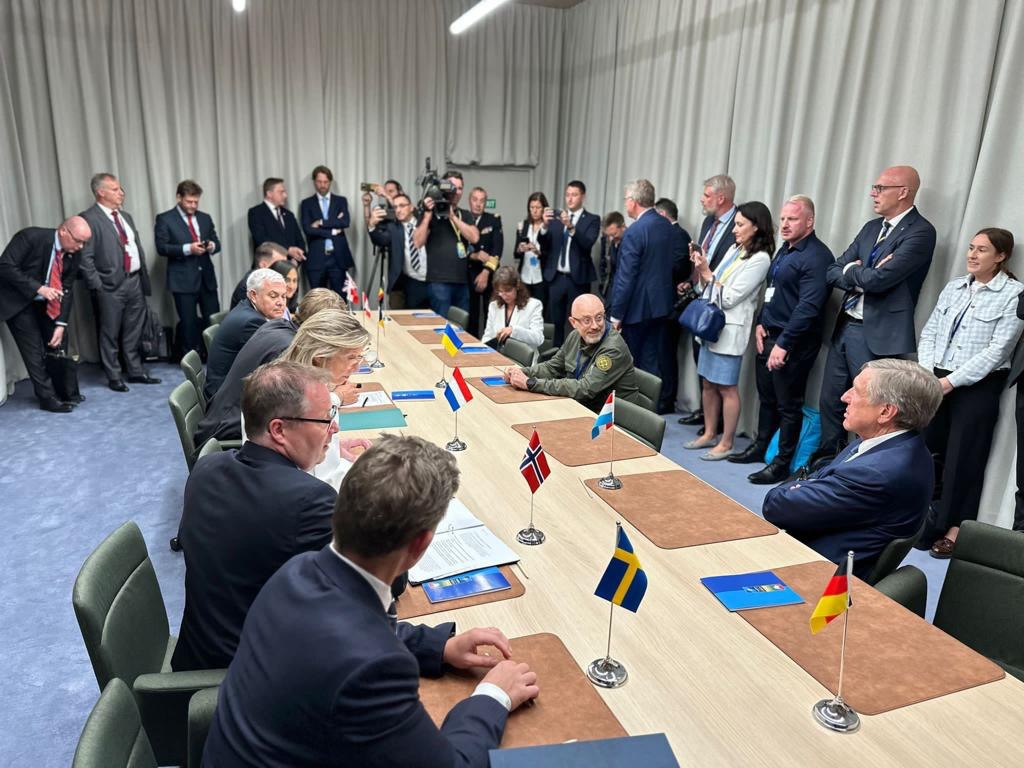
F-16 훈련 연합 양해각서 서명

조 바이든 미국 대통령과 다른 여러 지도자들이 정상회의 전날인 월요일에 빌뉴스에 도착하기 시작했다. 저녁에 옌스 스톨텐베르그사무총장은 레제프 타이이프 에르도안 튀르키예 대통령과 울프 크리스테르손 스웨덴 총리 간의 회담을 주최했다. 여러 시간의 협상 끝에 스톨텐베르그는 에르도안이 스웨덴의 NATO 가입을 막지 않고 가능한 한 빨리 비준을 보장하기로 동의했다고 발표했다. 발표 직후 빅토르 오르반 헝가리 총리는 헝가리가 더 이상 스웨덴의 가입을 막지 않고 방위 블록 가입을 지지할 것이라고 밝혔다.
7월 11일, 발트 3국(에스토니아, 라트비아, 리투아니아)은 공동 영공 방어에 관한 협정을 체결했다.
7월 11일, 11개 국가와 우크라이나 간에 F-16 훈련 연합을 결성하기 위한 양해각서가 체결되었다. 서명된 양해각서에 따라 우크라이나 조종사, 기술자 및 지원 인력이 훈련 프로그램에 참여하게 된다. 연합은 캐나다, 벨기에, 덴마크, 룩셈부르크, 네덜란드, 노르웨이, 폴란드, 포르투갈, 루마니아, 스웨덴, 영국으로 구성되었다. 로이드 오스틴 미국 국방부 장관에 따르면 덴마크와 네덜란드가 결성된 연합의 리더십을 맡았으며, 이 두 국가가 훈련 계획을 수립할 예정이다.
스톨텐베르그는 러시아-우크라이나 전쟁이 진행 중인 동안에는 우크라이나가 NATO 회원이 되지 않을 것이며, 이번 정상회의가 우크라이나의 NATO 가입을 위한 공식적인 초청이 아니라고 밝혔다. 다만, 전쟁 종료 후 우크라이나가 가입할 수 있을지에 대해서는 국가 간 의견이 여전히 갈린다고 덧붙였다. 볼로디미르 젤렌스키 우크라이나 대통령은 전쟁이 끝나면 가능한 한 빨리 NATO가 우크라이나의 가입을 허용하기를 원한다고 말했다. 그러나 다른 국가들은 우크라이나의 빠른 NATO 가입이 러시아의 침략을 잠재적으로 증가시키고 전쟁을 더 끌어낼 수 있다고 우려했다. 스톨텐베르그는 또한 정상회의에서 우크라이나에 대한 수년간의 장기적인 지원 프로그램이 만들어질 것으로 예상한다고 말했다. "우리는 이미 연료, 의료 용품, 지뢰 제거 장비 및 부교를 포함한 긴급 필요 사항에 대해 5억 유로[5억 4천 8백만 달러]를 약속했습니다. 또한 군 병원을 포함하여 우크라이나의 안보 및 방위 부문을 구축하는 데 도움을 줄 것입니다. 그리고 우리는 우크라이나가 소련 시대 장비에서 NATO 장비 및 표준으로 전환하는 데 도움을 줄 것입니다."
정상회의 후, 바이든은 빌뉴스 대학교에서 러시아 침략에 맞선 자유 민주주의 국가들 간의 단결을 주제로 연설했다.

## 참가자

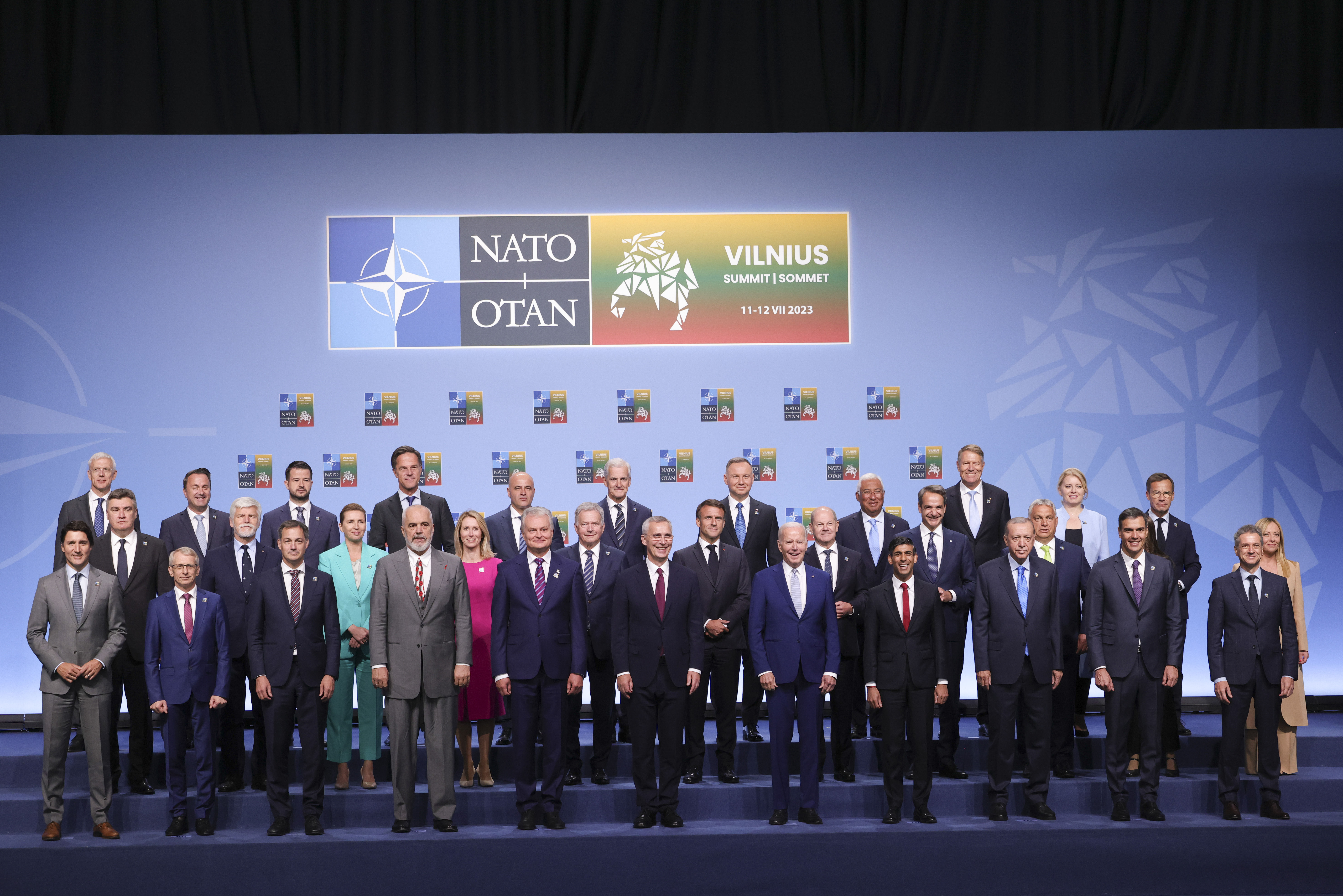
2023년 빌뉴스 정상회의 단체 사진

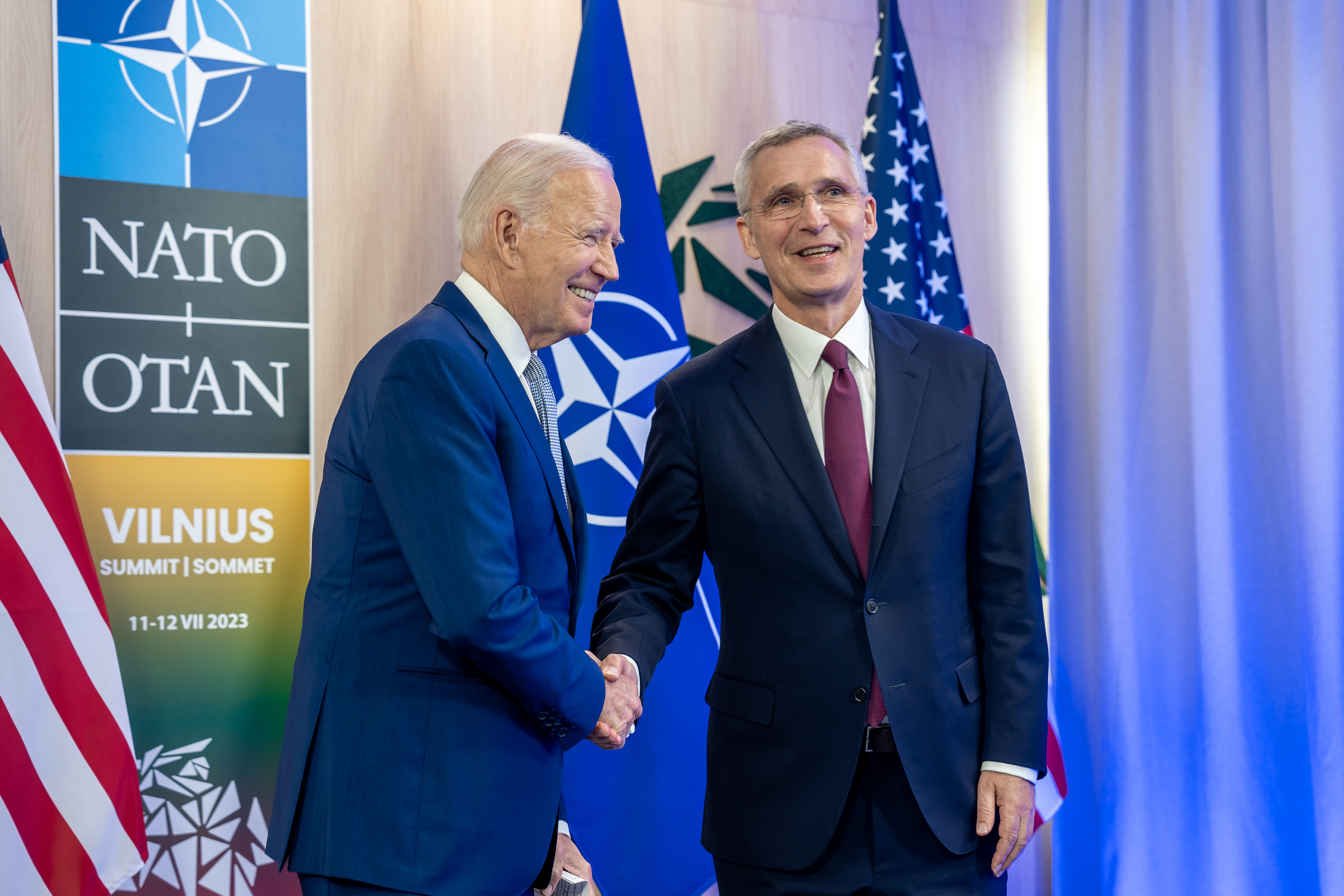
조 바이든이 정상회의 직전 옌스 스톨텐베르그를 만났다.

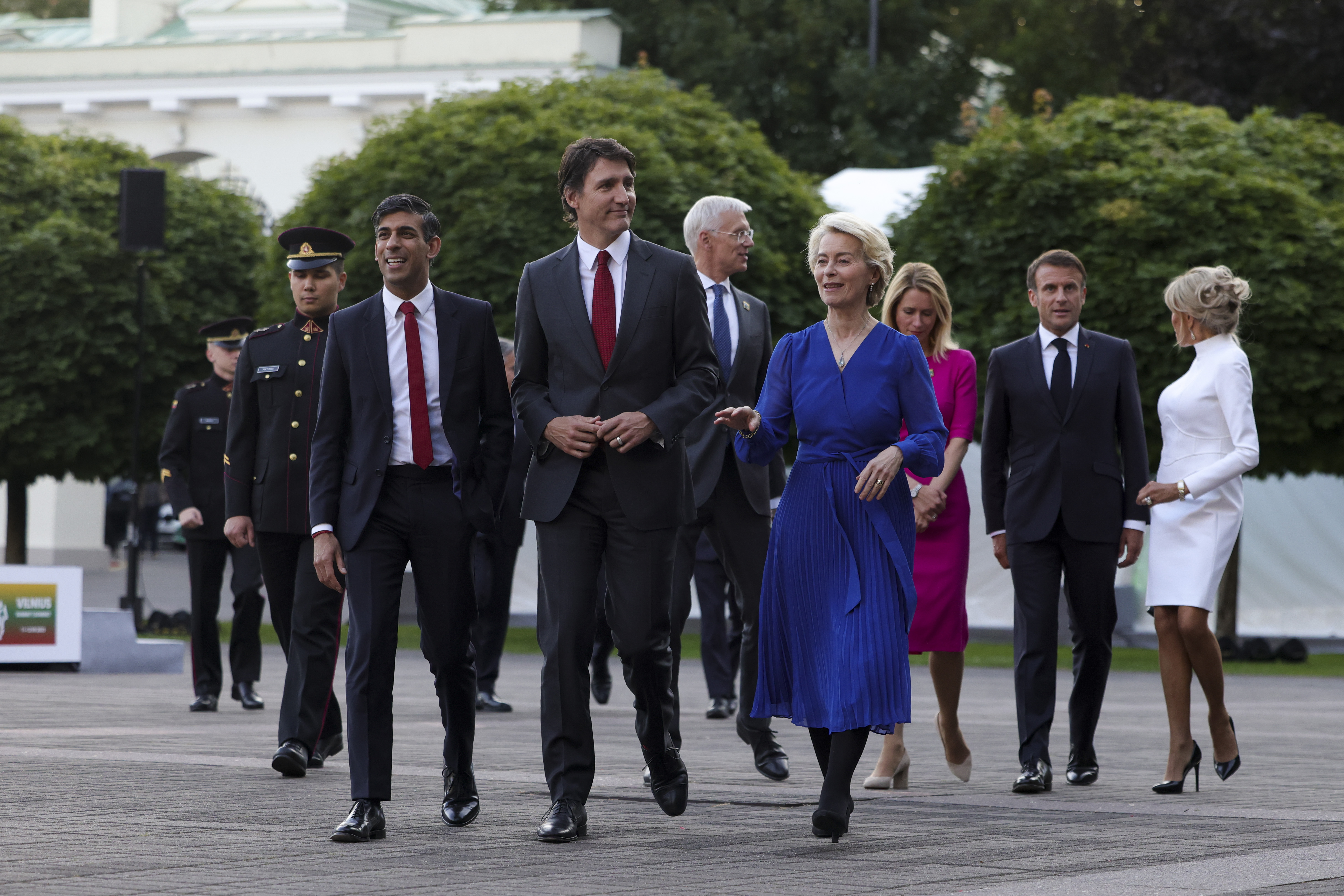
정상회의 참가자들이 리투아니아 대통령 만찬에 참석하고 있다.

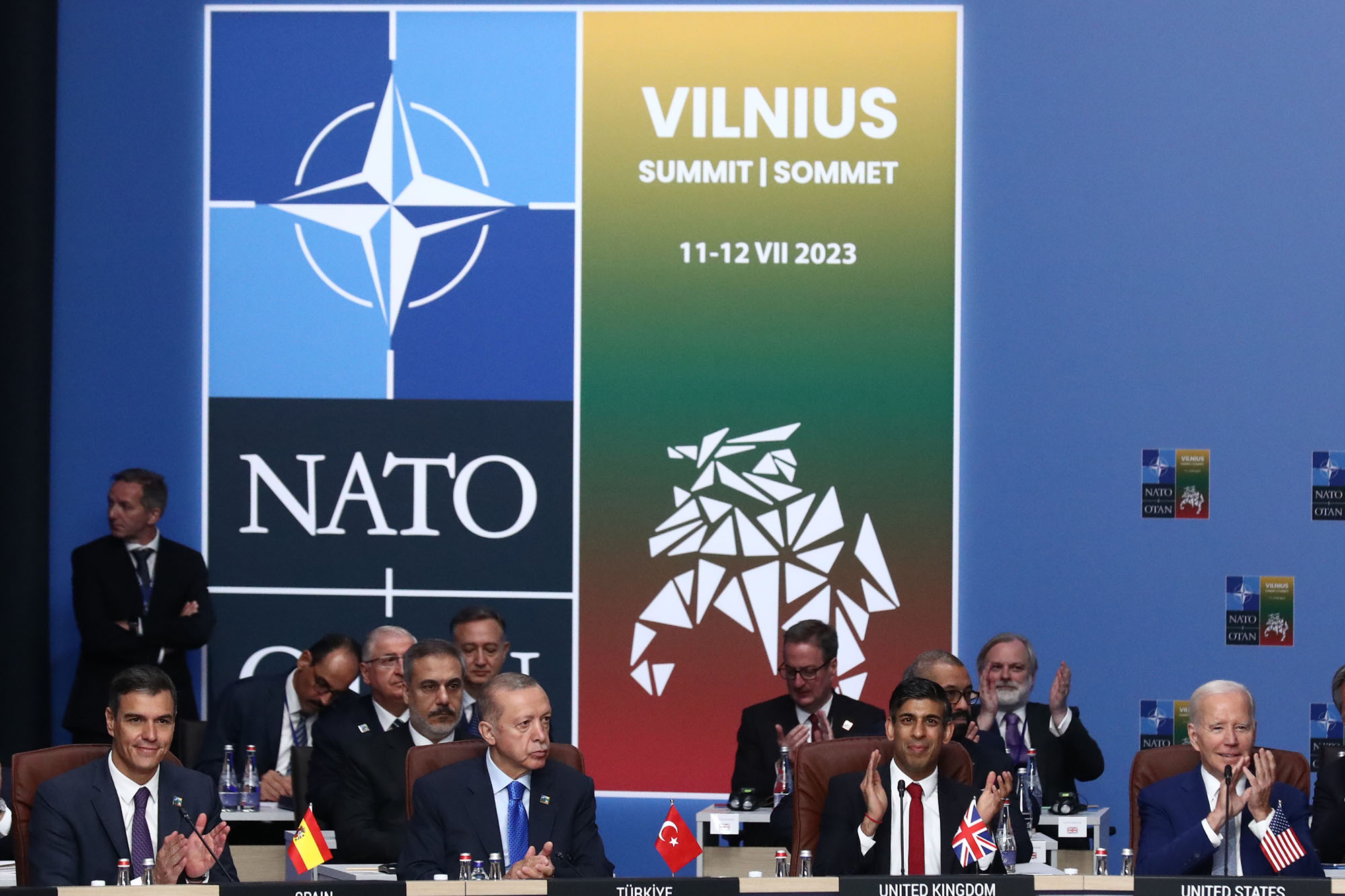
페드로 산체스 스페인 총리, 레제프 타이이프 에르도안 튀르키예 대통령, 리시 수낵 영국 총리

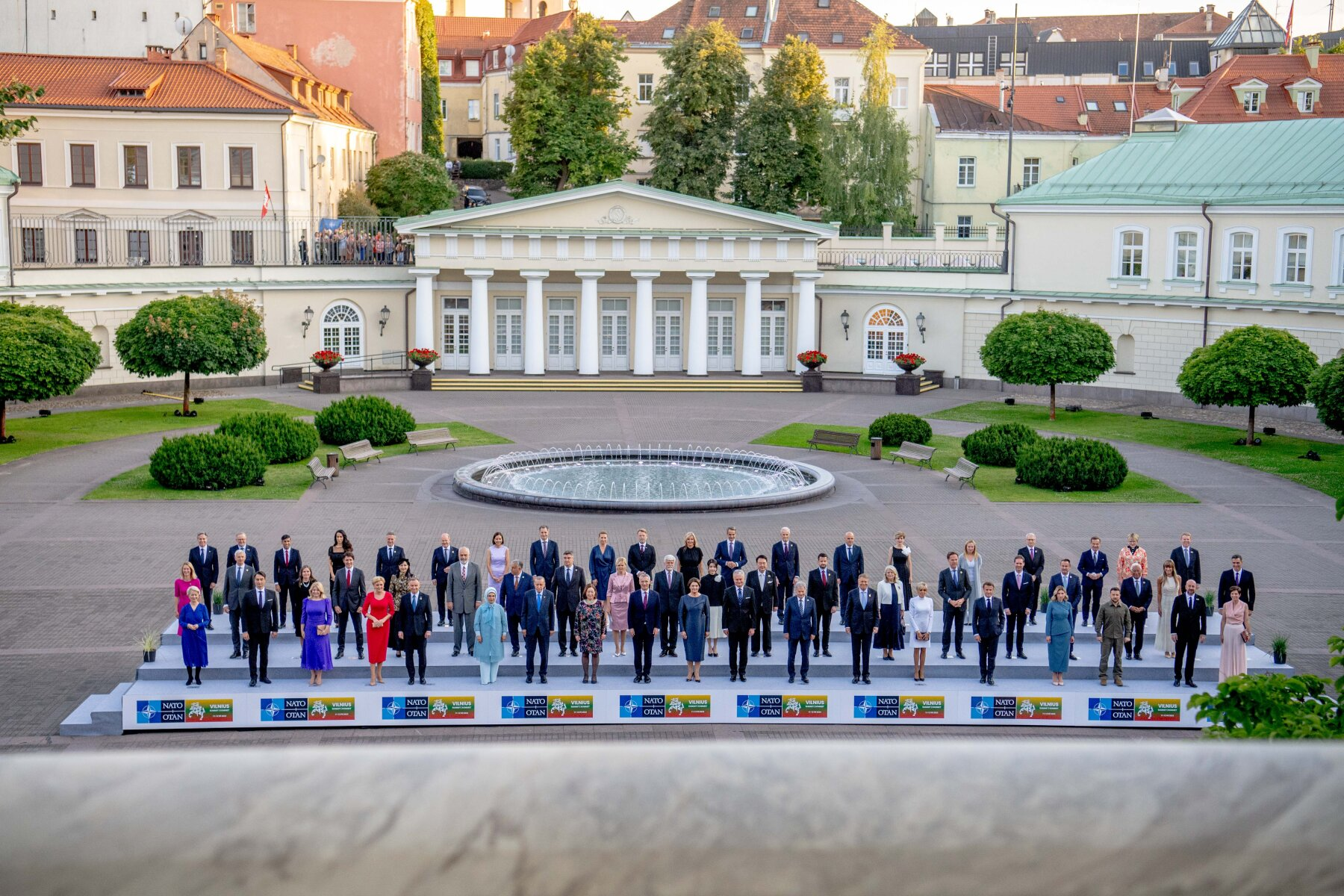
빌뉴스 대통령궁 안뜰에 있는 정상회의 귀빈들

|  | 비 NATO 회원국 |

| 국가 또는 기관        | 대표단장                 | 직위              | Ref.          |
| --------------------- | ------------------------ | ----------------- | ------------- |
| 북대서양 조약 기구    | 옌스 스톨텐베르그        | 사무총장          | [ 32 ]        |
| 알바니아              | 에디 라마                | 총리              | [ 33 ]        |
| 오스트레일리아        | 앤서니 앨버니지          | 총리              | [ 34 ] [ 35 ] |
| 벨기에                | 알렉산더르 더크로        | 총리              |               |
| 보스니아 헤르체고비나 | Josip Brkić              | 외교부차관        |               |
| 불가리아              | Nikolai Denkov           | 총리              | [ 36 ]        |
| 캐나다                | 쥐스탱 트뤼도            | 총리              | [ 37 ]        |
| 크로아티아            | 조란 밀라노비치          | 대통령            | [ 38 ]        |
| 체코                  | 페트르 파벨              | 대통령            |               |
| 덴마크                | 메테 프레데릭센          | 총리              | [ 39 ]        |
| 에스토니아            | 카야 칼라스              | 총리              | [ 40 ]        |
| 유럽 연합             | 샤를 미셸                | 정상회의 상임의장 | [ 41 ]        |
| 유럽 연합             | 우르줄라 폰데어라이엔    | 집행위원장        | [ 42 ]        |
| 핀란드                | 사울리 니니스퇴          | 대통령            | [ 43 ]        |
| 프랑스                | 에마뉘엘 마크롱          | 대통령            | [ 34 ] [ 44 ] |
| 조지아                | 일리아 다르치아슈빌리    | 외무장관          | [ 45 ]        |
| 독일                  | 올라프 숄츠              | 총리              | [ 46 ]        |
| 그리스                | 키리아코스 미초타키스    | 총리              | [ 47 ]        |
| 헝가리                | 오르반 빅토르            | 총리              |               |
| 아이슬란드            | 카트린 야콥스도티르      | 총리              |               |
| 이탈리아              | 조르자 멜로니            | 총리              |               |
| 일본                  | 기시다 후미오            | 총리              | [ 34 ] [ 48 ] |
| 라트비아              | 크리샤니스 카린슈        | 총리              | [ 49 ]        |
| 리투아니아            | 기타나스 나우세다 (주최) | 대통령            |               |
| 룩셈부르크            | 그자비에 베텔            | 총리              | [ 50 ]        |
| 몰도바                | Nicu Popescu             | 외교부 장관       |               |
| 몬테네그로            | 야코브 밀라토비치        | 대통령            |               |
| 네덜란드              | 마르크 뤼터              | 총리              |               |
| 뉴질랜드              | 크리스 힙킨스            | 총리              | [ 34 ] [ 35 ] |
| 북마케도니아          | 디미타르 코바체프스키    | 총리              |               |
| 노르웨이              | 요나스 가르 스퇴레       | 총리              | [ 51 ]        |
| 폴란드                | 안제이 두다              | 대통령            | [ 52 ]        |
| 포르투갈              | 안토니우 코스타          | 총리              | [ 53 ]        |
| 루마니아              | 클라우스 이오하니스      | 대통령            | [ 54 ]        |
| 슬로바키아            | 주자나 차푸토바          | 대통령            |               |
| 슬로베니아            | 로베르트 골로프          | 총리              | [ 55 ]        |
| 대한민국              | 윤석열                   | 대통령            | [ 34 ] [ 56 ] |
| 스페인                | 페드로 산체스            | 총리              |               |
| 스웨덴                | 울프 크리스테르손        | 총리              |               |
| 튀르키예              | 레제프 타이이프 에르도안 | 대통령            | [ 47 ]        |
| 우크라이나            | 볼로디미르 젤렌스키      | 대통령            | [ 57 ]        |
| 영국                  | 리시 수낵                | 총리              | [ 58 ]        |
| 미국                  | 조 바이든                | 대통령            | [ 59 ]        |

## 반응
7월 12일 CNN 인터뷰에서 전쟁 발발 당시 영국의 총리였던 보리스 존슨은 우크라이나의 미래 NATO 회원국 지위에 대한 불확실성을 비판했으며, 바이든 대통령의 집속탄 우크라이나 지원 결정을 지지했다.
벤 월리스 영국 국방장관은 "우리는 아마존이 아니다"라며 우크라이나가 국제 군사 지원에 대해 더 많은 감사를 표해야 한다고 말했다. 그러나 리시 수낵 영국 총리는 이 발언과 거리를 두며 우크라이나인들이 반복적으로 감사를 표했다고 말했다.

## 같이 보기
- 제49회 G7 정상회의
- 러시아의 우크라이나 침공에 대한 외국의 개입